# 835 Avenue of the Americas
835 Avenue of the Americas, byggnaden går också under namnen 839 6th Avenue; Beatrice Apartments; The Beatrice Residences; Eventi Hotel; Fitzpatrick Hotel och Kimpton Hotel, är en skyskrapa som ligger utmed gatan Avenue of the Americas/Sixth Avenue på Manhattan i New York, New York i USA.
Byggnaden uppfördes 2010 som en kombinerad fastighet för bostäder och hotellverksamhet. Den är 187,15 meter hög och har 53 våningar. Skyskrapan har 302 lägenheter och 292 hotellrum..